# Ератирски манастир
Ератирският манастир „Свети Атанасий“ (на гръцки: Ιερά Μονή Αγίου Αθανασίου Εράτυρας) е православен мъжки манастир край село Ератира (Селица), Егейска Македония, Гърция, част от Сисанийската и Сятищка епархия.

## Местоположение
Манастирът е разположен на около 3 km северно от Селица, в подножието на Синяк, на височина от 1000 m.

## История
Манастирът е изграден през XVI век. Според други мнения е средновековен – от византийската епоха. През XVIII век планинският район на Западна Македония е нападнат от албанци, в резултат на което жителите емигрират в съседни райони. Според местни предания, двете селища, Скидра и Сидерокапсия, които са съществували по-на север от Селица, са били разрушени около 1700 година. Основаването на манастира се свързва с разрушаването на селището Скидра и преселването на жителите му в Селица.
След 1700 година започва големият проспритет на манастира заедно с нарастващия просперитет на Селица. Манастирът притежава голяма библиотека с много ръкописи, които днес са в Националната библиотека в Атина. Монасите се занимават с иконография. Манастирът е притежавал лозя, животни, ливади, плевни, кошери. В 1794 година е разрушен от опустошителен пожар и след три години в 1797 година е възстановен. Единственият писмен източник за опожаряването му е това, което споменава митрополит Неофит II Сисанийски: „…Изгорен от престъпници, възстановен в мои дни“. Неофит се ограничава само с тази фраза, без допълнителна информация за мащаба на разрушенията, които трябва да са били големи. Той също така не споменава от кого е бил опожарен манастирът. Информация за вида на комплекса преди опожаряването му също не е известна. От запазените ръкописи и различни спомени и бележки в стари книги се стига до заключението, че манастирът е разполагал със забележителна библиотека и грамотни монаси.
Сегашният католикон е от 1797 година според надписа, направен от керамични плочки, който е поставен в горния десен ъгъл на западната стена. Представлява трикорабна кръстовидна базилика с нартекс. Зидарията е изградена от кирпичена зидария, подсилена на интервали с дървени връзки. В 1797 година е построена и така наречената Кула, сграда с дебели високи стени и малки врати, която е служила в трудни времена като подслон за жителите. В северната част на манастира е имало килии. В южната страна в края на XVIII век има трета кула, която като заедно с част от храма е унищожена от пожар.
Църквата е изписана само в някои малки части, но има забележителни дърворезби. Дървеният иконостас е от 1804 година и се простира по цялата ширина и височина на храма и има обичайното оформление от три части. В манастира има стара врата от църква в Палеохори. Забележителен е и дървеният рисуван таван. Иконографската украса е ограничена само до светилището и датира от XIX век. Отсъствието на стенописи вероятно се дължи на тежкото финансово положение на манастира, който XIX век манастирът запада. През първите десетилетия след като Селица попада в Гърция, конаците, които са в много лошо състояние, са разрушени. На запад от манастира са построени нови. Около 1970 година е построена нова къща за гости.
В началото на XXI век манастирът „Свети Атанасий“ е един от най-активните манастирски комплекси на митрополията. Църквата е реставрирана. В неделя и на големите празници манастирът привлича поклонници.